# Semaeopus orbifera
Semaeopus orbifera là một loài bướm đêm trong họ Geometridae.